# Alessandro De Rose
Alessandro De Rose (Cosenza, 2 de julio de 1992) es un deportista italiano que compite en saltos de gran altura.
Ganó una medalla de bronce en el Campeonato Mundial de Natación de 2017 y una medalla de bronce en el Campeonato Europeo de Natación de 2022, en la prueba de 27 m.

## Palmarés internacional
| Campeonato Mundial | Campeonato Mundial | Campeonato Mundial | Campeonato Mundial |
| Año                | Lugar              | Medalla            | Prueba             |
| ------------------ | ------------------ | ------------------ | ------------------ |
| 2017               | Budapest (Hungría) | Medalla de bronce  | 27 m               |
| Campeonato Europeo |                    |                    |                    |
| Año                | Lugar              | Medalla            | Prueba             |
| 2022               | Roma (Italia)      | Medalla de bronce  | 27 m               |